# 9 ноября
9 ноября — 313-й день года (314-й в високосные годы) по григорианскому календарю.
До конца года остаётся 52 дня.
До 15 октября 1582 года — 9 ноября по юлианскому календарю, с 15 октября 1582 года — 9 ноября по григорианскому календарю.
В XX и XXI веках соответствует 27 октября по юлианскому календарю.

## Праздники и памятные дни

### Национальные
- Азербайджан — День Государственного флага Азербайджанской Республики.
- Германия — Судьбоносный день.
- Камбоджа — День независимости[2].
- Россия — День специального отряда быстрого реагирования.
- США — День посещения музеев[3].
- США, Лос Анджелес — День памяти жертв «агрессии Азербайджана против Арцаха»[4].

### Религиозные
Католицизм
 — Празднование освящения Латеранской базилики (324 год).
 Православие
 — Память мученика Нестора Солунского (около 306 года);
 — память преподобного Нестора Летописца, Печерского, в Ближних пещерах (около 1114 года);
 — память преподобного Нестора, Некнижного, Печерского, в Дальних пещерах (XIV век);
 — воспоминание обретения мощей благоверного князя Андрея Смоленского в Переславле-Залесском (1539 год);
 — память мучениц Капитолины и Еротииды (304 год);
 — память мученика Марка Фиваидского и иже с ним;
 — память преподобномученика Сергия (Чернухина) (1942 год).

### Именины
- Православные[10]: Андрей, Капитолина, Марк, Нестор.

## События

### До XIX века
- 1520 — король Дании и Норвегии и Кристиан II, правящий также и Швецией, завершает начатую днём ранее расправу над своими противниками в Стокгольме.
- 1683 — Георг II (ум. 1760), король Великобритании и Ирландии (1727—1760).
- 1799 — во Франции Наполеон Бонапарт при поддержке военных совершает переворот 18 брюмера, свергнув Вторую директорию, и установил свой Консулат, тем самым завершив Великую французскую революцию.

### XIX век
- 1804 — открывается первый в Москве городской водопровод.
- 1825 — в Шотландии начинает работу первый рефлекторный прожектор.
- 1870 — французская армия одержала победу над пруссаками в битве при Кульмье[11].
- 1888 — в лондонском районе Уайтчепел убита Мэри Джейн Келли, последняя каноническая жертва Джека-потрошителя.
- 1891 — Кабот в американском штате Арканзас получил статус города[12].
- 1900 — российская стотысячная армия завершает оккупацию Маньчжурии.

### XX век
- 1901 — в ответ на французский ультиматум турецкий султан Абдул-Хамид II соглашается не ущемлять французские интересы в Турции.
- 1906
  - Теодор Рузвельт стал первым президентом США, посетившим другую страну.
  - В России началась столыпинская аграрная реформа.
- 1907 — колония Трансвааль преподносит британскому королю Эдуарду VII алмаз «Куллинан» — самый крупный из всех, найденных до того дня.
- 1911
  - Успешное испытание первого в мире ранцевого парашюта РК-1 конструкции Глеба Котельникова.
  - Парижанин Жорж Клод патентует неоновую рекламу.
- 1913 — «Великий шторм»[англ.] на одноимённых озёрах достиг своего апогея; сотни погибших.
- 1914 — австралийский крейсер «Сидней» уничтожил германский рейдер «Эмден» в бою у Кокосовых островов.
- 1918
  - В ходе Ноябрьской революции в Германии детронизирован император Вильгельм II.
  - Выходит первый номер газеты спартаковцев «Роте Фане».
- 1920 — Гражданская война в России: Красная Армия берёт Перекоп.
- 1921 — в Италии основана Национальная фашистская партия.
- 1923 — подавлен Пивной путч в Мюнхене, руководимый Адольфом Гитлером.
- 1938 — «Хрустальная ночь» в нацистской Германии. Убиты 91 евреев, арестованы 30 тысяч человек, сожжены или разгромлены 267 синагог, более 7000 принадлежавших евреям магазинов, домов, больниц и школ разрушены или повреждены.
- 1943 — в Вашингтоне представителями 44 стран подписано соглашение о создании «ЮНРРА»[13].
- 1953 — Камбоджа становится независимой в результате снятия французского протектората.
- 1955 — представители Южной Африки покинули заседание Генеральной Ассамблеи ООН после того, как делегаты решили продолжать слушания по докладу Круза 1952 года об апартеиде.
- 1956 — конституционная ассамблея Южного Вьетнама приступает к работе.
- 1965
  - Вступает в силу Закон об убийстве (отмена смертной казни), откладывающий исполнение смертных приговоров в Великобритании до 1970 года.
  - В результате крупнейшей в истории аварии в системе электроснабжения семь северо-восточных штатов США и провинция Онтарио в Канаде погружаются в ночь с 9 на 10 ноября в темноту.
- 1972
  - Банк Англии требует от клиринговых банков открытия специальных счётов, пытаясь таким образом контролировать поступление денег в обращение.
  - Эндрю Янг становится первым чернокожим американцем, избранным в конгресс США от южных штатов с времён эпохи Реконструкции середины XIX века.
  - Публикация заявления правительств СССР, Англии, США и Франции о том, что они достигли договорённости поддержать заявления о членстве в ООН ГДР и ФРГ.
- 1973 — Королевское правительство национального единства Камбоджи переводит свою штаб-квартиру из Пекина в освобождённый район Камбоджи.
- 1979 — вследствие ошибки американского компьютера системы NORAD (Командование воздушно-космической обороны Северной Америки), сообщившего о советском ядерном нападении, в США объявлена ядерная тревога. В течение десяти минут мир находился на краю ядерной войны. Позднее было установлено, что причиной инцидента стала компьютерная лента, предназначенная для отработки действий при ракетном нападении, которая была ошибочно загружена в компьютер, находящийся на боевом дежурстве.
- 1981 — в Нагашиме (Япония) поднимается в воздух американский воздушный шар Double Eagle V, совершивший перелёт через Тихий океан, с капитаном Беном Абруцци и членами команды Ларри Ньюменом, Роном Кларком и японцем Рокки Аоки.
- 1983 — министр иностранных дел Китайской Народной Республики объявляет о намерении китайского руководства в одностороннем порядке объявить о воссоединении с Гонконгом в сентябре 1984 в том случае, если не будет достигнуто соглашение по этому вопросу с Великобританией.
- 1985 — победив в матче за шахматную корону Анатолия Карпова со счётом 13:11, тринадцатым чемпионом мира по шахматам становится 22-летний Гарри Каспаров.
- 1989
  - В ночь с 9 на 10 ноября открывается свободный проход граждан из Восточной в Западную часть Берлина. Начинается разрушение Берлинской стены.
  - Фактический руководитель Китайской Народной Республики Дэн Сяопин уходит в отставку с поста председателя Центрального военного совета КНР.
- 1991 — указ Б. Н. Ельцина о введении чрезвычайного положения в Чечено-Ингушской АССР, который не был утверждён Верховным Советом.
- 1992 — Вступление в силу Договора об обычных вооружениях в Европе.
- 1994
  - В Шри-Ланке премьер-министр Чандрика Кумаратунга становится первой женщиной, избранной президентом страны. Её мать, Сиримаво Бандаранаике, назначена премьер-министром.
  - В Дармштадте впервые синтезирован химический элемент дармштадтий с атомным номером 110.

### XXI век
- 2001 — США намерены ужесточить процедуру выдачи виз гражданам арабских и мусульманских государств, в связи с тем, что их представители могут быть связаны с сентябрьскими терактами в Нью-Йорке и Вашингтоне.
- 2005 — европейский зонд «Венера-экспресс» стартовал к Венере.
- 2013 — на Таганско-Краснопресненской линии Московского метрополитена открылись станции метро «Лермонтовский проспект» и «Жулебино» (189-я и 190-я станции московского метро)[14][15].

## Родились

### До XIX века
- 955 — Кёнджон (ум. 981), правитель Корё (975—981)
- 1389 — Изабелла Валуа (ум. 1409), королева-консорт Англии, в возрасте 7 лет была отдана замуж за 29-летнего короля Ричарда II.
- 1467 — Карл Гелдернский (ум. 1538), последний герцог Гелдерна.
- 1522 — Мартин Хемниц (ум. 1586), лютеранский богослов, астролог.
- 1656 — Пауль Алер (ум. 1727), немецкий писатель и педагог, иезуит.
- 1799 — Густав Шведский (ум. 1877), наследный принц Швеции, сын короля Густава IV Адольфа.

### XIX век
- 1801 — Гейл Борден (ум. 1874), американский бизнесмен, филантроп и изобретатель, разработчик методов консервации пищевых продуктов, в том числе способа приготовления сгущённого молока.
- 1812 — Поль Абади (ум. 1884), французский архитектор.
- 1818 — Иван Тургенев (ум. 1883), писатель, классик русской литературы.
- 1825 — Эмброуз Хилл (погиб в 1865), генерал армии Конфедерации в годы Гражданской войны в США.
- 1832 — Эмиль Габорио (ум. 1873), французский писатель, один из основоположников детективного жанра.
- 1841 — Эдуард VII (ум. 1910), король Великобритании (1901—1910), вступивший на престол после смерти королевы Виктории.
- 1864 — Дмитрий Ивановский (ум. 1920), русский физиолог растений и микробиолог; его исследования возбудителя табачной мозаики привели к открытию вирусов.
- 1864 — Поль Серюзье (ум. 1927), французский художник, основатель группы «Наби».
- 1870 — Магнус Энкель (ум. 1925), финский художник.
- 1876 — Хидэё Ногути (ум. 1928), японский микробиолог.
- 1885 — Велимир Хлебников (настоящее имя Виктор Владимирович Хлебников; ум. 1922), русский поэт и прозаик.
- 1888 — Жан Монне (ум. 1979), французский государственный деятель, инициатор европейской интеграции.
- 1890 — Григорий Кулик (расстрелян в 1950), Маршал Советского Союза, Герой Советского Союза.
- 1892 — Сергей Шервинский (ум. 1991), русский советский поэт, переводчик, искусствовед.
- 1897 — Рональд Джордж Рейфорд Норриш (ум. 1978), английский физико-химик, разработчик методов импульсивного фотолиза, лауреат Нобелевской премии по химии (1967).

### XX век
- 1902 — Митрофан Неделин (погиб в 1960), Главный маршал артиллерии, главком Ракетными войсками стратегического назначения, Герой Советского Союза.
- 1913 — Лев Альтшулер (ум. 2003), советский физик, профессор.
- 1914
  - Колин Грей (ум. 1995), новозеландский лётчик-ас, участник Второй мировой войны.
  - Хеди Ламарр (ум. 2000), австрийская и американская киноактриса и изобретательница, автор идеи частотного сканирования.
- 1921 — Виктор Чукарин (ум. 1984), советский гимнаст, 7-кратный олимпийский чемпион, трёхкратный чемпион мира.
- 1923 — Элис Коучмэн (ум. 2014), американская спортсменка, олимпийская чемпионка в прыжках в высоту (1948).
- 1924 — Роберт Франк (ум. 2019), американо-швейцарский фотограф-документалист, кинорежиссёр и оператор.
- 1927 — Игорь Яницкий, советский и российский геофизик, геолог, участник Великой Отечественной войны.
- 1928
  - Борис Кадомцев (ум. 1998), советский и российский физик, академик.
  - Энн Секстон (покончила с собой в 1974), американская поэтесса, лауреат Пулитцеровской премии (1967).
- 1929
  - Имре Кертес (ум. 2016), венгерский писатель, лауреат Нобелевской премии (2002).
  - Александра Пахмутова, композитор, пианистка, народная артистка СССР.
  - Юрий Чулюкин (погиб в 1987), советский кинорежиссёр, сценарист, киноактёр, народный артист РСФСР.
- 1931 — Валерий Шумаков (ум. 2008), советский и российский врач-трансплантолог, академик АМН СССР и РАН.
- 1934 — Карл Саган (ум. 1996), американский астроном, астрофизик, популяризатор науки.
- 1936 — Михаил Таль (ум. 1992), советский и латвийский гроссмейстер, 8-й чемпион мира по шахматам.
- 1941 — Том Фогерти (ум. 1990), американский гитарист, участник рок-группы «Creedence Clearwater Revival».
- 1948
  - Луис Фелипе Сколари, бразильский футболист и тренер.
  - Шарон Стаудер (ум. 2013), американская пловчиха, трёхкратная олимпийская чемпионка (1964)
- 1949 — Майк Марин, немецкий певец, продюсер и музыкант.
- 1950 — Дмитрий Аяцков, российский политик, первый губернатор Саратовской области.
- 1951 — Александр Белов (ум. 1978), советский баскетболист, чемпион мира, олимпийский чемпион (1972).
- 1960 — Андреас Бреме (ум. 2024), немецкий футболист, чемпион мира (1990), автор победного гола в финале.
- 1969 — Сандра Дентон, американская рэп-исполнительница, автор песен, участница хип-хоп-группы «Salt-N-Pepa».
- 1970 — Билл Герин, американский хоккеист, двукратный обладатель Кубка Стэнли.
- 1973 — Майя Вилккумаа, финская рок-певица, автор песен.
- 1974
  - Алессандро Дель Пьеро, итальянский футболист, чемпион мира (2006).
  - Свен Ханнавальд, немецкий прыгун на лыжах с трамплина, олимпийский чемпион.
- 1975 — Мария Ситтель, российская телеведущая, лауреат премии ТЭФИ.
- 1978
  - Ольга Брусникина, российская спортсменка трёхкратная олимпийская чемпионка по синхронному плаванию, 4-кратная чемпионка мира.
  - Стивен Лопес, американский тхэквондист, двукратный олимпийский чемпион (2000, 2004).
- 1979 — Иван Ткаченко (ум. 2011), российский хоккеист.
- 1980 — Доминик Мальте, канадская сноубордистка, двукратный призёр Олимпийских игр в сноуборд-кроссе (2006, 2014).
- 1982 — Яна Питтмен, австралийская легкоатлетка и бобслеистка, двукратная чемпионка мира в беге на 400 м с барьерами.
- 1984 — Дельта Гудрем, австралийская певица и актриса.
- 1990 — Ингвильд Эстберг, норвежская лыжница, двукратная олимпийская чемпионка.
- 1996 — Хираи Момо, японская певица и танцовщица, участница южнокорейской группы «Twice».

### XXI век
- 2004 — Анна Филипчук, российская певица и телеведущая.

## Скончались

### До XX века
- 1114 — Нестор Летописец (р. ок. 1056), монах Киево-Печерского монастыря, предполагаемый автор «Повести временных лет».
- 1778 — Джованни Баттиста Пиранези (р. 1720), итальянский археолог, архитектор и художник-график.
- 1794 — Григорий Сковорода (р. 1722), русский и украинский философ, поэт, педагог.
- 1823 — Василий Капнист (р. 1758), русский поэт и драматург, общественный деятель.
- 1830 — Ян Снядецкий (р. 1756), польский астроном, математик, философ.
- 1893 — Герман Август Хаген (р. 1817), немецкий энтомолог, доктор наук Гарвардского университета.

### XX век
- 1901 — Гевонд Алишан (р. 1820), армянский поэт, филолог, историк, переводчик.
- 1914
  - Алессандро д’Анкона (р. 1835), итальянский критик, журналист, писатель.
  - Иосиф Ливчак (р. 1839), русский изобретатель и публицист.
- 1918 — Гийом Аполлинер (р. 1880), французский поэт, литературный и художественный критик, журналист.
- 1932 — Надежда Аллилуева (р. 1901), вторая жена Генерального секретаря ЦК ВКП(б) И. В. Сталина.
- 1935 — покончил с собой Николай Прозоровский (р. 1905), советский киноактёр и режиссёр.
- 1936 — Владимир Чертков (р. 1854), близкий друг русского писателя Л. Н. Толстого, редактор и издатель его произведений.
- 1938 — Василий Блюхер (р. 1890), герой гражданской войны, Маршал Советского Союза, самый первый кавалер ордена Красного Знамени.
- 1940 — Невилл Чемберлен (р. 1869), премьер-министр Великобритании (1937—1940).
- 1944 — Фрэнк Джеймс Маршалл (р. 1877), американский шахматист, шахматный теоретик.
- 1952 — Хаим Вейцман (р. 1874), первый президент Израиля (1948—1952).
- 1953 — Дилан Томас (р. 1914), валлийский поэт, прозаик, драматург, публицист.
- 1965 — Анатолий Конев (р. 1921), советский баскетболист, серебряный призёр олимпийских игр.
- 1970 — Шарль де Голль (р. 1890), французский генерал, президент Франции (1959—1969).
- 1984 — Елена Тяпкина (р. 1900), актриса театра и кино, заслуженная артистка РСФСР.
- 1985 — Мари-Жорж Паскаль (p. 1946), французская актриса.
- 1991 — Ив Монтан (наст. имя Иво Ливи; р. 1921), французский певец-шансонье и киноактёр.

### XXI век
- 2005 — Кочерил Раман Нараянан (р. 1921), президент Индии (1997—2002).
- 2006 — Маркус Вольф (р. 1923), руководитель внешней разведки ГДР, генерал-полковник госбезопасности.
- 2012 — Сергей Никольский (р. 1905), советский и российский математик, академик АН СССР и РАН.
- 2015 — Эрнст Фукс (р. 1930), австрийский художник, создатель Венской школы фантастического реализма.
- 2022 — Кирилл Стремоусов (р. 1976), заместитель губернатора оккупированной Херсонской области.
- 2023 — Джон Сейр (р. 1936), американский гребец, выступавший в академической гребле. Чемпион летних Олимпийских игр в Риме (1960), чемпион Панамериканских игр (1959).

## Приметы
Зарок на Параскеву.
- С 9 на 10 ноября женщина давала обет в глубоком молчании и средоточии выполнить нелёгкую работу. В старину считалось, что за это Параскева выполнит заветное желание или пошлёт здоровья близкому[16].
- Когда непременно достойное в думах своих несёшь желание, когда в доме твоём кто-то болен и это горько тебе, то вспомяни древнее поверье, прими зарок, возьми на себя дело и в молчании и средоточии исполни[17].